# Vladslo
Vladslo (vls. Vlazêle) – dzielnica (deelgemeente) miasta Diksmuide w Belgii, w Regionie Flamandzkim, w prowincji Flandria Zachodnia, w okręgu Diksmuide. 1 stycznia 2020 roku liczyła 1199 mieszkańców. Do 31 grudnia 1976 samodzielna gmina. 
Znajduje się tutaj cmentarz wojenny.

## Demografia
Liczba mieszkańców, stan na 1 stycznia:
| Rok                | 1930 | 1947 | 1961 | 2020 |
| ------------------ | ---- | ---- | ---- | ---- |
| Liczba mieszkańców | 1795 | 1854 | 1671 | 1199 |